# Berkélium(III)-fluorid
A berkélium(III)-fluorid egy vegyület. Képlete BkF3. Benne a berkélium oxidációs száma +3.

## Tulajdonságai
Zöldessárga színű szilárd anyag. A hőmérséklettől függően két kristályszerkezete van. Koordinációs számok Bk[9], F[3]. Alacsonyabb hőmérsékleten rombos (YF3-típusú) kristályszerkezete van, a = 670 pm, b = 709 pm és c = 441 pm, sűrűsége 9,70 g·cm−3. Magasabb hőmérsékleten trigonális (LaF3-típusú) kristályszerkezete van, a = 697 pm és c = 714 pm, sűrűsége 10,15 g·cm−3. Minden berilliumatomot kilenc fluoratom vesz körül. A kristályszerkezet közötti átmenet 350–600 °C-on van.

## Alkalmazása
A fém berkéliumot először 1969-ben állították elő berkélium(III)-fluorid és lítium reakciójával 1000 °C-on:
{\displaystyle \mathrm {BkF_{3}\ +\ 3\ Li\ \longrightarrow \ Bk\ +\ 3\ LiF} }

## Fordítás
Ez a szócikk részben vagy egészben  a   Berkelium(III)-fluorid című német Wikipédia-szócikk fordításán alapul.  Az eredeti cikk szerkesztőit annak laptörténete sorolja fel. Ez a jelzés csupán a megfogalmazás eredetét és a szerzői jogokat jelzi, nem szolgál a cikkben szereplő információk forrásmegjelöléseként.